# Unione internazionale per la conservazione della natura
L'Unione internazionale per la conservazione della natura (abbreviato in IUCN dall'inglese International Union for the Conservation of Nature), è una organizzazione non governativa (ONG) internazionale con sede a Gland in Svizzera. Il 17 dicembre 1999 le è stato riconosciuto lo status di osservatore dell'Assemblea generale delle Nazioni Unite.
Considerata come «la più autorevole istituzione scientifica internazionale che si occupa di conservazione della natura», è stata fondata nel 1948 nella cittadina francese di Fontainebleau, con la finalità di supportare la comunità internazionale in materia ambientale svolgendo un ruolo di coordinamento e di scambio di informazioni fra le organizzazioni membri in un'epoca in cui tale settore era ancora in fase di sviluppo e la maggior parte dei paesi del mondo non possedeva ancora dei processi di confronto istituzionale per la tutela ambientale.
L'unico italiano che ha partecipato alla sua costituzione, in qualità di presidente del Movimento Italiano per la Protezione della Natura (Mipn, dal 1959 Pro Natura), è stato Renzo Videsott, al tempo direttore del Parco nazionale del Gran Paradiso.

## Obiettivi
Il principale obiettivo del lavoro dell'IUCN è quello di «influenzare, incoraggiare e assistere le società del mondo al fine di conservare l'integrità e la diversità della natura e di assicurare che qualsiasi utilizzo delle risorse naturali sia equo ed ecologicamente sostenibile».
L'IUCN lavora principalmente attraverso i propri membri, promuovendo alleanze o partenariati, stimolando il lavoro identificando nuove vie da percorrere o nuovi sistemi per raggiungere gli obiettivi della conservazione della natura.
L'IUCN ha un importante ruolo di rafforzare la capacità istituzionale dei propri membri, compresi gli Stati membri, nel loro lavoro di conservare la diversità biologica e di salvaguardare i processi ecologici necessari sia per la natura sia per la vita umana, favorendo una maggiore cooperazione tra le realtà governative e non governative e incoraggiando la ricerca scientifica.

## Attività
L'IUCN è responsabile, fra le altre cose, della pubblicazione della Lista rossa IUCN, ossia dell'elenco delle specie animali e vegetali del pianeta e della loro attribuzione a specifiche categorie di minaccia, nonché del sistema di Classificazione internazionale delle aree protette. Entrambi questi sistemi di classificazione sono ormai da ritenersi strumenti indispensabili per l'identificazione di strategie e di azioni di politica ambientale sia a livello nazionale che internazionale.
Oltre a questi strumenti, l'IUCN riveste un particolare ruolo di piattaforma per il dibattito scientifico e di raccordo tra governi, istituzioni e ONG finalizzati al riconoscimento politico delle priorità ambientali. Tale ruolo è stato anche riconosciuto formalmente dalle Nazioni Unite che ha attribuito all'IUCN un posto di osservatore nell'Assemblea Generale delle Nazioni Unite, dove si trova a essere l'unica organizzazione specializzata nelle tematiche dell'ambiente.

## La struttura
L'IUCN ha una struttura molto complessa che consta di:
- un segretariato di circa 1000 persone in 62 paesi del mondo;
- un'assemblea di circa 1000 soci in tutto il mondo che comprendono più di 800 ONG, circa 110 organizzazioni governative e 82 Stati membri (fra cui anche l'Italia);
- più di 7000 esperti che volontariamente prestano parte del loro lavoro nelle sei commissioni tecniche e scientifiche:
  - commissione per la salvaguardia delle specie (SSC),
  - commissione mondiale sulle aree protette (WCPA),
  - commissione sulla gestione degli ecosistemi (CEM),
  - commissione sulla legislazione ambientale (CEL),
  - commissione per la comunicazione e l'educazione (CEC),
  - commissione sulle politiche sociali, economiche e ambientali (CEESP).

L'assemblea dei soci si riunisce ogni 4 anni per decidere le strategie e il programma quadriennale dell'Unione e per eleggere il presidente, i consiglieri regionali e le altre cariche ufficiali. Dal 1996, l'assemblea dei soci si organizza all'interno del World Conservation Congress (WCC) che è divenuto il più importante evento mondiale sulla conservazione della natura. Il primo WCC si è svolto a Montréal, il secondo nel 2000 ad Amman, il terzo nel 2004 a Bangkok e il quarto si è svolto nel 2008 a Barcellona in Spagna.
Oltre al quartier generale a Gland, in Svizzera, che si occupa di questioni globali, IUCN ha vari uffici in Europa. Un ufficio europeo a Bruxelles, un ufficio per la cooperazione nel Mediterraneo a Malaga, un ufficio a Belgrado per i Balcani, uno a Mosca per la Federazione Russa e un ufficio legale a Bonn che ha compiti di supporto globale.

### IUCN in Italia
In Italia si è costituito nel 1999 il Comitato nazionale per l'IUCN che comprende tutte le organizzazioni italiane membri dell'IUCN. Il primo presidente del comitato è stato Aldo Cosentino, allora direttore generale per la Conservazione della natura del Ministero dell'Ambiente e della tutela del territorio. Attualmente il ruolo è ricoperto dall'attuale direttore generale del Ministero Renato Grimaldi.
L'Italia è stato inoltre il primo paese europeo ad aderire formalmente all'iniziativa IUCN Countdown 2010, nata per sensibilizzare il mondo politico e i cittadini riguardo all'obiettivo generale della Convenzione sulla diversità biologica di «ridurre significativamente il tasso di perdita della biodiversità entro l'anno 2010».

## Lista rossa IUCN
L'IUCN è responsabile della compilazione della Lista rossa IUCN (in inglese: IUCN Red List of Threatened Species, IUCN Red List o Red Data List), istituita nel 1948, che rappresenta il più ampio database di informazioni sullo stato di conservazione delle specie animali e vegetali di tutto il globo terrestre. Le specie in pericolo sono classificate secondo nove categorie: non valutato, dati insufficienti, rischio minimo, quasi a rischio, vulnerabile, minacciato, gravemente minacciato, estinto in natura, estinto.

## Lista verde IUCN
Lo IUCN, in occasione del World Parks Congress 2014 tenutosi a Sidney, ha istituito una lista verde (IUCN Green List), cioè una lista di aree protette che rispondono a determinati criteri di governance.